# Fritz Arnold (Maler)

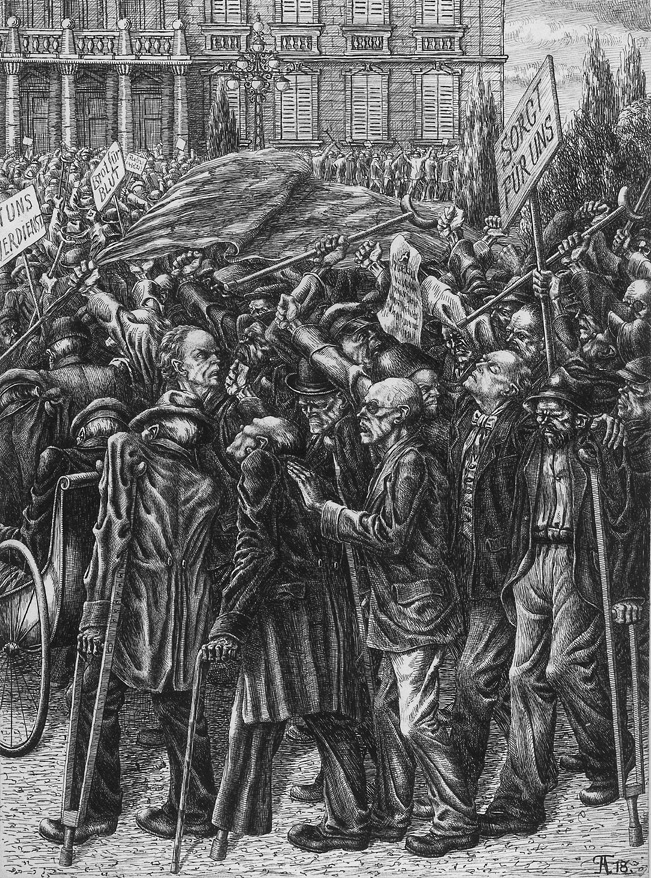
Zeichnung von Fritz Arnold

Fritz Arnold (* 3. Oktober 1883 in Neunkirchen (Saar); † 25. Oktober 1921 ebenda) war neben seinem Beruf als Bergmann und Maschinensteiger als Autodidakt künstlerisch tätig.

## Leben und Wirken
Fritz Arnold war Sohn des Werkstättenmeisters Friedrich Arnold (1853–1923) und dessen Frau Luise, geb. Wagner (1858–1933). Nach Abschluss der Volksschule 1898 absolvierte Arnold eine Ausbildung zum Grubensteiger in der Grube König in Neunkirchen, besuchte von 1902 bis 1905 die Königlichen Bergschulen in Neunkirchen und Saarbrücken und arbeitete anschließend als Hilfssteiger. Während einer zweijährigen Beurlaubung 1905 unternahm Arnold erste autodidaktische Mal- und Zeichenversuche sowie In- und Auslandreisen in Museen und Galerien. Seither war er nebenberuflich künstlerisch tätig. Eine erste Ausstellung noch zu Lebenszeiten erfolgte 1919 im Kunstsalon Littauer in München.
Das Grab Fritz Arnolds und seiner Familie zählt zu den wenigen auf dem ehemaligen Neunkircher Hauptfriedhof Scheib erhaltenen Grabstätten (Grab 17, Feld D-14) und wird seit 2007 von der Stadt Neunkirchen als Ehrengrab gepflegt.

## Die Wiederentdeckung des grafischen Werks
Wolfgang Kermer, Kunsthistoriker und ehemaliger Rektor der Stuttgarter Kunstakademie, erwarb die lange verschollen geglaubten Grafikzyklen von Fritz Arnold und überließ sie im Juni 2010 der Städtischen Galerie Neunkirchen als Schenkung. In der mit der Schenkung verbundenen Ausstellung wurden zum ersten Mal seit den 1930er Jahren wieder Werke Arnolds öffentlich ausgestellt. Präsentiert waren vier Bilderzyklen mit 46 Original-Federzeichnungen, die in den letzten Lebensjahren des Künstlers entstanden sind und als seine Hauptwerke gelten: Die Trilogie „Der Krieg, wie ich ihn sah“ (1917/18), „Die Bestie“ (1918/19), „Der Erlöser“ (1919/20) sowie Illustrationen zu einer Balladenfolge „Vor vier Jahrhunderten“ (1918) von Heinrich Schulde. In einer eindringlichen Bildsprache, die Arnold in die Nähe der großen Expressionisten stellt, thematisieren die Blätter der Zyklen-Trilogie die Schrecken des Ersten Weltkrieges und die Revolutionsereignisse von 1918/19. Fritz Arnold war einer der ersten, wenn nicht der erste Künstler, der sich in solcher Ausführlichkeit diesen Themen zuwandte. Sämtliche Arbeiten entstanden sozusagen in „Nebentätigkeit“, denn Arnold war im Hauptberuf Maschinensteiger bei den Saarbergwerken in Saarbrücken und hatte niemals, obwohl es sein stärkster Wunsch gewesen war, eine künstlerische Ausbildung erfahren. Der zeitgenössischen Kritik galt er als stärkste graphische Begabung des Saargebiets.
Allein die Folge „Der Krieg, wie ich ihn sah“ war zu Lebzeiten Arnolds ausgestellt: So zeigte 1919 der renommierte Kunstsalon J. Littauer am Münchner Odeonsplatz den gesamten Zyklus und regte beim „Simplicissimus“ die Reproduktion mehrerer Blätter an. Zu einer Ausstellung auch der beiden anderen Zyklen kam es, obwohl von Jakob Littauer beabsichtigt, wegen der Erkrankung und des baldigen Tods von Fritz Arnold nicht mehr.
Mit der Schenkung Kermer gelangten zahlreiche, bio/bibliographisch relevante Dokumente, zudem ein in Pastellkreiden ausgeführtes Frauenporträt aus dem Nachlass des Künstlers an die Städtische Galerie Neunkirchen. Mehrere Werke, die sich noch lange im Besitz von Arnold-Erben befanden und von denen photographische Aufnahmen vorliegen, gelten inzwischen als verschollen.
Die „Saar Art 2013“ zeigte eine Auswahl an Zeichnungen aus den graphischen Zyklen, die sich als Schenkung Wolfgang Kermer im Besitz der Städtischen Galerie Neunkirchen befinden und dort in einem Sonderkabinett ausgestellt sind.
Aus Anlass des 100. Todestages von Fritz Arnold stellte die Städtische Galerie Neunkirchen die grafischen Zyklen vom 10. Dezember 2021 bis (nach Verlängerung) 20. März 2022 erneut aus.